# Silberner Schwan

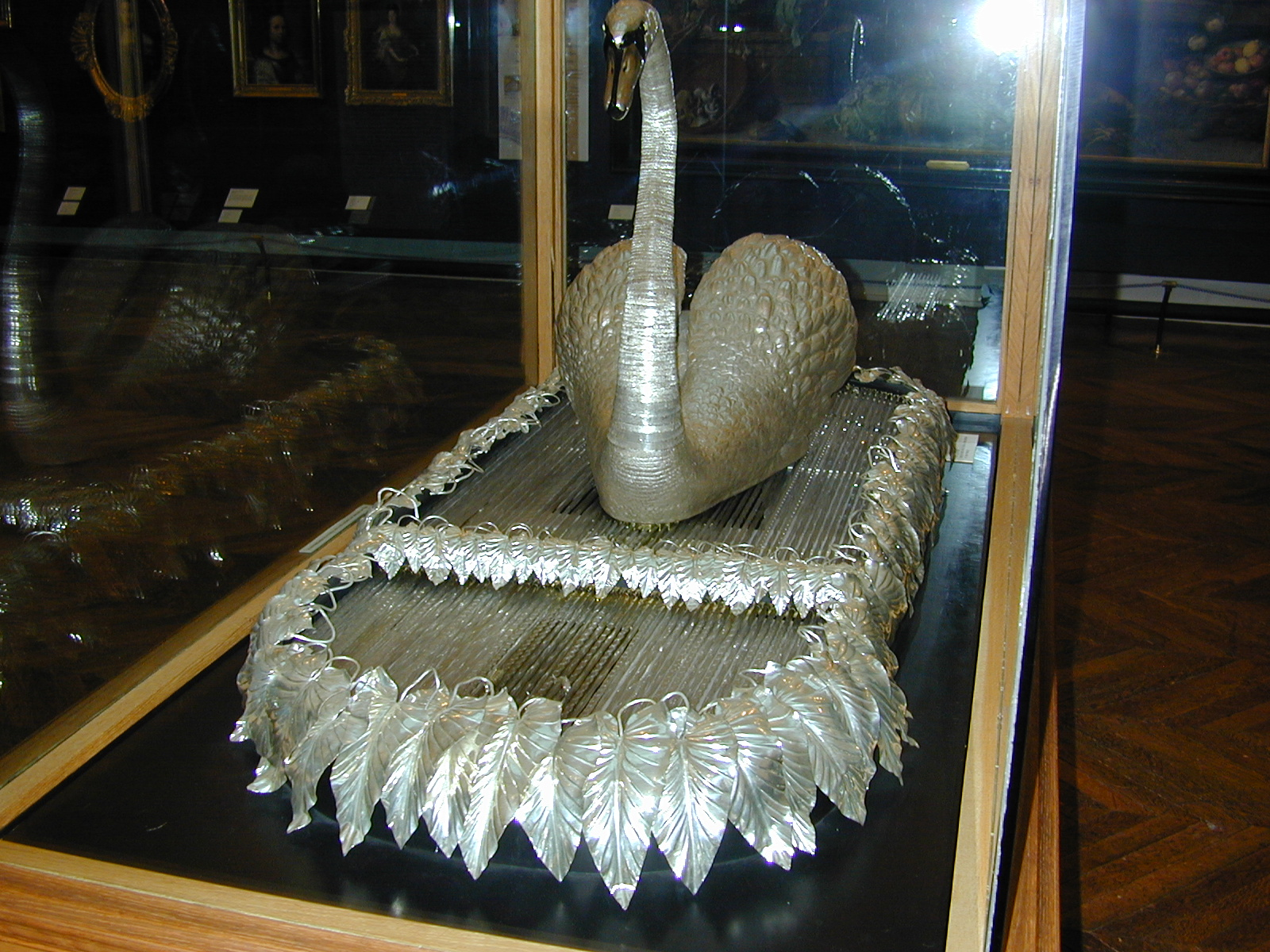
The Silver Swan im Bowes Museum

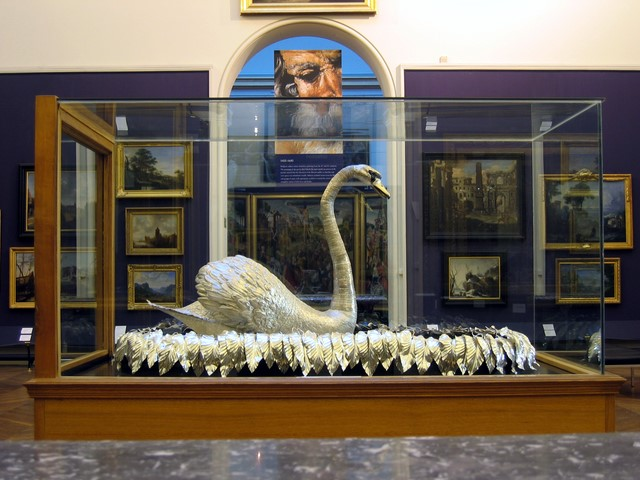
The Silver Swan (Seitenansicht)

Der silberne Schwan (silver swan) ist ein von dem Unternehmer und Uhrmacher James Cox im 18. Jahrhundert gefertigter mechanischer Automat, der heute zu den Hauptattraktionen des Bowes Museums im Vereinigten Königreich zählt.
James Cox ließ den silbernen Schwan 1773 anfertigen und stellte ihn dann 1774 in dem von ihm betriebenen Spring Gardens Museum aus, wo er eine der Hauptattraktionen war. Später wechselte er mehrfach den Besitzer und wurde 1867 auf der Weltausstellung in Paris gezeigt. Dort sah ihn der Schriftsteller Mark Twain, der ihn dann später in seinem Buch Die Arglosen im Ausland beschrieb. Der Stifter des Bowes Museums, John Bowes, erstand ihn schließlich 1872 für 200 Pfund Sterling von dem französischen Juwelier M. Briquet.
Die innere Mechanik des silbernen Schwanes wurde von dem in London lebenden belgischen Konstrukteur und Erfinder Jean-Joseph Merlin entwickelt. Sie wird von drei Uhrwerken kontrolliert, sind diese aufgezogen, so läuft der Automat für etwa 40 Sekunden. Dabei erklingt eine Musik und der Schwan bewegt zuerst seinen Hals nach hinten, als wolle er sich am Gefieder zupfen. Dann erscheinen auf der Wasserfläche vor ihm kleine silberne Fische, woraufhin  der Schwan seinen Hals nach vorne neigt, einen Fisch schnappt, ihn verschlingt und dann wieder in die Ausgangsstellung zurückkehrt. Die Mechanik ist auch heute nach über 250 Jahren noch voll funktionsfähig und wird einmal täglich im Museum vorgeführt.